# 66 Aquilae
66 Aquilae, som är stjärnans Flamsteed-beteckning, är en ensam stjärna belägen i den mellersta delen av stjärnbilden Örnen. Den har en skenbar magnitud på ca 5,44 och är svagt synlig för blotta ögat där ljusföroreningar ej förekommer. Baserat på parallax enligt Gaia Data Release 2 på ca 4,4 mas, beräknas den befinna sig på ett avstånd på ca 730 ljusår (ca 230 parsek) från solen. Den rör sig närmare solen med en heliocentrisk radialhastighet av ca -30 km/s. Stjärnans rörelse över tiden tyder på en viss förskjutning, vilket kan betyda att den är en snäv dubbelstjärna.

## Egenskaper
66 Aquilae är en orange  till gul jättestjärna av spektralklass K5 III, som har förbrukat förrådet av väte i dess kärna och utvecklats bort från huvudserien. Den har en radie som, baserat på en uppmätt vinkeldiameter som efter korrigering för randfördunkling är 2,44 ± 0,03 mas, är ca 59 solradier och utsänder ca 635 gånger mera energi än solen från dess fotosfär vid en effektiv temperatur av ca 4 000 K.